# Натан бен Иехиэль Римский
Ната́н бен-Иехие́ль (Натан бен-Иехиель Ри́мский, Натан из Рима) (ивр. נתן בן רבי יחיאל מרומי‎, итал. Nathan ben Jehiel); известен также как Ба́ал хе-А́рух — автор «Аруха» (по названию его лексикона) — раввин эпохи ришоним, известный средневековый еврейский лексикограф, лингвист и философ. Родился и умер в Риме (1035 — 1106 (1110)).

## Биография и учёба
Будучи сыном главы римской иешивы рава Иехиэля, принадлежал к одной из наиболее родовитых фамилий еврейских учёных в Риме.
Подробности жизни Натана бен-Иехиеля известны из автобиографических заметок, вошедших в первое издание его словаря. Он был послан учиться к известным раввинам Сицилии и Нарбонны. Около 1070 года вернулся в Рим, и вскоре после смерти отца в 1070 году по решению общины стал во главе римской раввинской школы совместно со своими двумя родными братьями.
В частной жизни Натан бен-Иехиель был несчастлив: его дети умерли в юности; и он целиком посвятил себя благотворительности и науке.

## Создание лексикона «Арух»

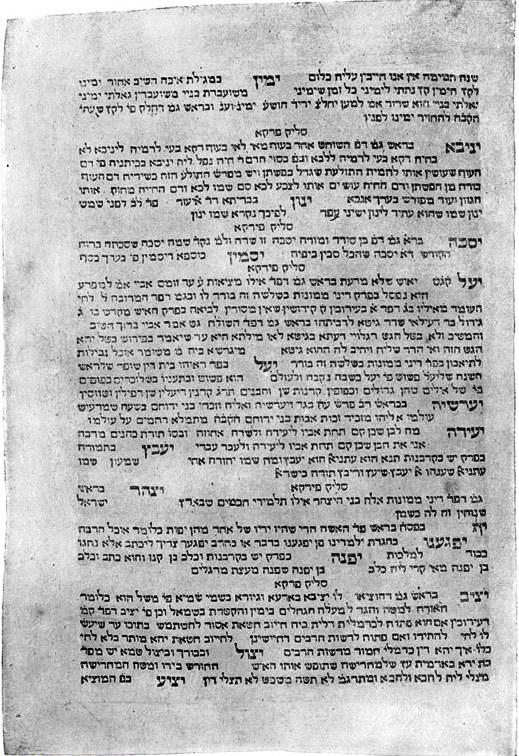
Страница из лексикона «Арух»

В феврале 1102 года было завершено знаменитое произведение Натана бен-Иехиеля, его основной труд — лексикон Талмуда и мидрашей «Арух», ставший ключом к Талмуду и основанием для позднейших лексикографов. В нём не только разъясняется смысл талмудических терминов, но и даётся их этимология.
Остаётся невыясненным, обладал ли сам Натан бен-Иехиель всеми сведениями по лингвистике, приведёнными в его словаре. Но никто не отрицает его удивительную способность филологического анализа, замечательную для его времени; умение сопоставлять различные произношения одного и того же слова и тонкое литературное чутье, которое большей частью спасало его от этимологических ошибок.
Поразительно и множество языков, используемых в словаре — наряду с арамейскими диалектами, ивритом и итальянским языком встречаются арабский, персидский, греческий, латинский и даже славянские языки.
Подобно большинству французских и германских раввинов, в области грамматического происхождения еврейских слов Натан бен-Иехиель отступил от принципа трехбуквенных корней в иврите — для образования еврейского грамматического корня он считал достаточными две, а порой даже одну букву.

## О лексиконе «Арух»
Основное значение этого труда — в глубокой интерпретации данных из трёх основных источников: учения вавилонских гаонов, комментариев Хананеля бен Хушиэля из Кайруана и так называемых «Майнцских комментариев».
Лексикон «Арух» представляет выдающийся памятник истории культуры. Помимо своего научного значения как сборника старинных чтений и толкований и как указателя заглавий многих утраченных книг, «Арух» важен как единственный труд итальянских евреев того времени и как памятник средневековой науки. Созданный в тот исторический момент, когда еврейская наука была перенесена из Вавилонии и северной Африки в Европу и находилась в положении упадка, в лексиконе Натана бен-Иехиеля подчёркивалась необходимость сохранения старых раввинских знаний и традиций. Его труд можно сравнить в этом отношении с кодексом Альфаси и талмудическим комментарием Раши. Эти три произведения наиболее способствовали распространению и сохранению раввинской науки.
Кроме того, «Арух» является прекрасным памятником интеллектуальной жизни итальянских евреев в XI веке. В словаре также отражаются и суеверия того времени; например, скептическое замечание относительно амулетов и заклинаний говорит о приближении эпохи скептицизма.
«Арух» вскоре получил чрезвычайно широкое распространение у поколения учёных, следующих за Раши, у библейских комментаторов, тосафистов и у грамматиков. Сочинение разошлось ещё во множестве рукописей, а с изобретением книгопечатания распространение пошло ещё дальше. Первое издание относится, по-видимому, к 1477 году.
Доказательством популярности, приобретённой «Арухом», являются также многочисленные дополнения и толкования, вызванные им. Вплоть до сегодняшнего дня все раввинские словари имеют в своём основании «Арух» Натана бен-Иехиеля.